# János Urányi
János Urányi (* 24. Juni 1924 in Balatonboglár, Komitat Somogy; † 23. Mai 1964 in Budapest) war ein ungarischer Kanute. Er wurde 1956 bei den Olympischen Spielen in Melbourne zusammen mit László Fábián Olympiasieger im Zweier-Kajak über 10.000 Meter. Zweite wurden die deutschen Fritz Briel und Theo Kleine.
Fabian gewann auch bei Kanu-Weltmeisterschaften eine Goldmedaille und eine Bronzemedaille im Zweier- und Vierer-Kajak, jeweils über 10.000 Meter.
Urányi starb im Alter von 39 Jahren in der ungarischen Hauptstadt Budapest. Insgesamt nahm er an drei olympischen Spielen teil.